# Vykáň
Vykáň (deutsch Wikan) ist eine Gemeinde in Tschechien. Sie liegt sieben Kilometer südöstlich von Čelákovice und gehört zum Okres Nymburk.

## Geographie
Vykáň befindet sich in der Talmulde des Týnický potok am Übergang des Mittelböhmischen Berglandes zur Böhmischen Tafel. Westlich des Dorfes erhebt sich der Hügel Svědčí hůra (252 m) und im Nordwesten der Skřivánek (243 m). Im Westen liegt das Tal der Výmola. Nördlich führt die Autobahn D 11/E 67 vorbei, die nächste Abfahrt 18 liegt bei Bříství.
Nachbarorte sind Mochov, Starý Dvůr und Nový Dvůr im Norden, Bříství im Nordosten, Týnice im Osten, Kounice im Südosten, Černíky und Břežany II im Süden, Tuklaty und Tlustovousy im Südwesten, Župava, Vyšehořovice und Kozovazy im Westen sowie Chudomel im Nordwesten.

## Geschichte

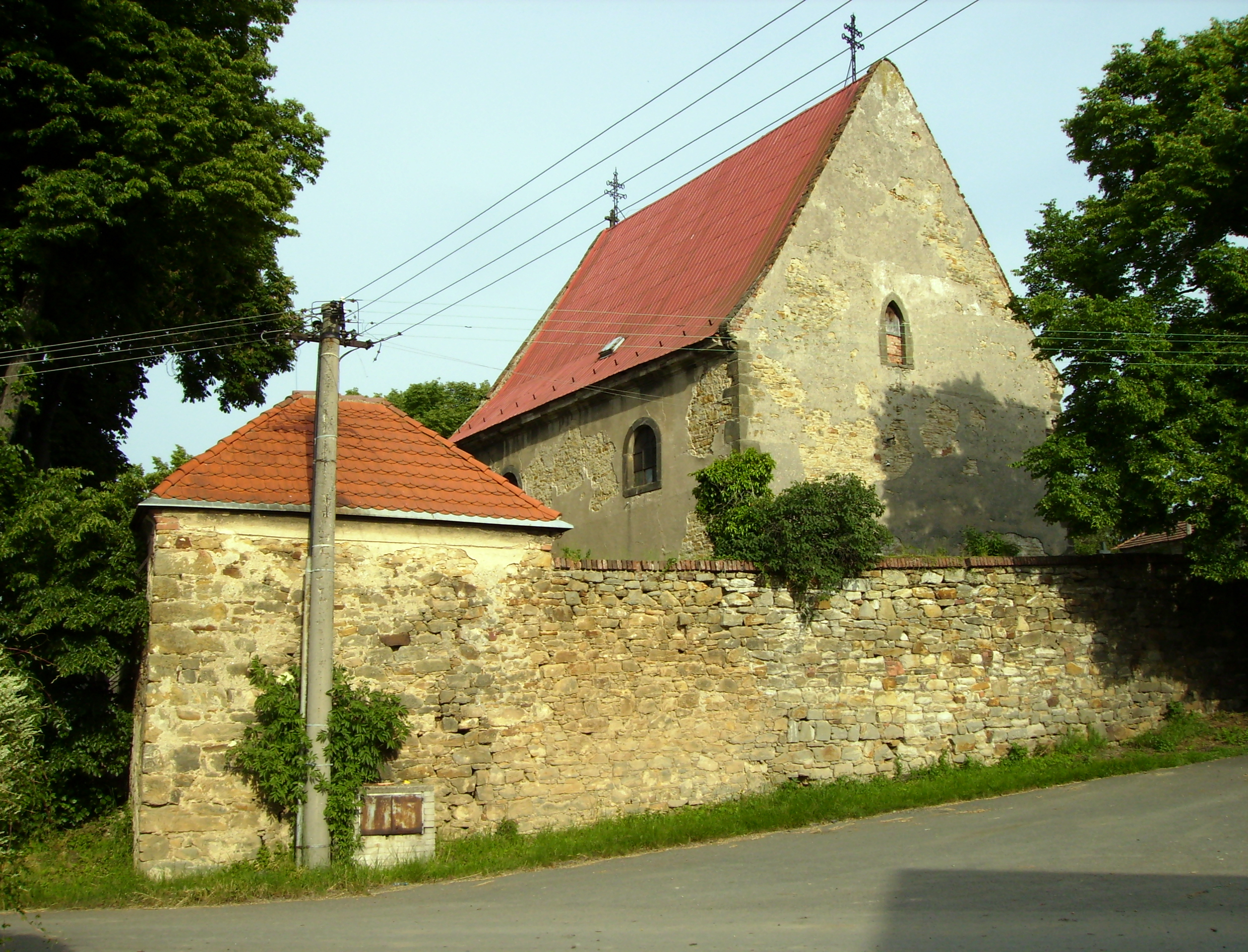
Kirche St. Gallus

Vykáň entstand an der Kreuzung zweier mittelalterlicher Handelswege, die von Brandeis nach Böhmisch Brod und von Prag nach Podiebrad führten. Die erste schriftliche Erwähnung des zuvor zu den Besitzungen der Slavnikiden gehörigen Dorfes erfolgte im Jahre 993, als Bischof Adalbert von Prag den Ort dem Stift Břevnov überließ. Das Kloster hielt den Besitz bis zu den Hussitenkriegen im Jahre 1420. Zu Beginn des 17. Jahrhunderts erwarb Maria Magdalena von Lobkowicz die Güter und schlug sie der Herrschaft Kounice zu. Während des Dreißigjährigen Krieges wurde das Dorf von den Truppen des schwedischen Generals Banér niedergebrannt. Franz Josef I. von Liechtenstein richtete 1773 in Vykáň eine Außenstelle der Kounicer Schule ein.
Nach der Aufhebung der Patrimonialherrschaften bildete Vykáň ab 1850 eine politische Gemeinde im Bezirk Český Brod. Seit 1961 gehört die Gemeinde zum Okres Nymburk. Vykáň besteht heute aus 138 Häusern.

## Gemeindegliederung
Für die Gemeinde Vykáň sind keine Ortsteile ausgewiesen. Zu Vykáň gehört die Ortslage Skalka.

## Sehenswürdigkeiten

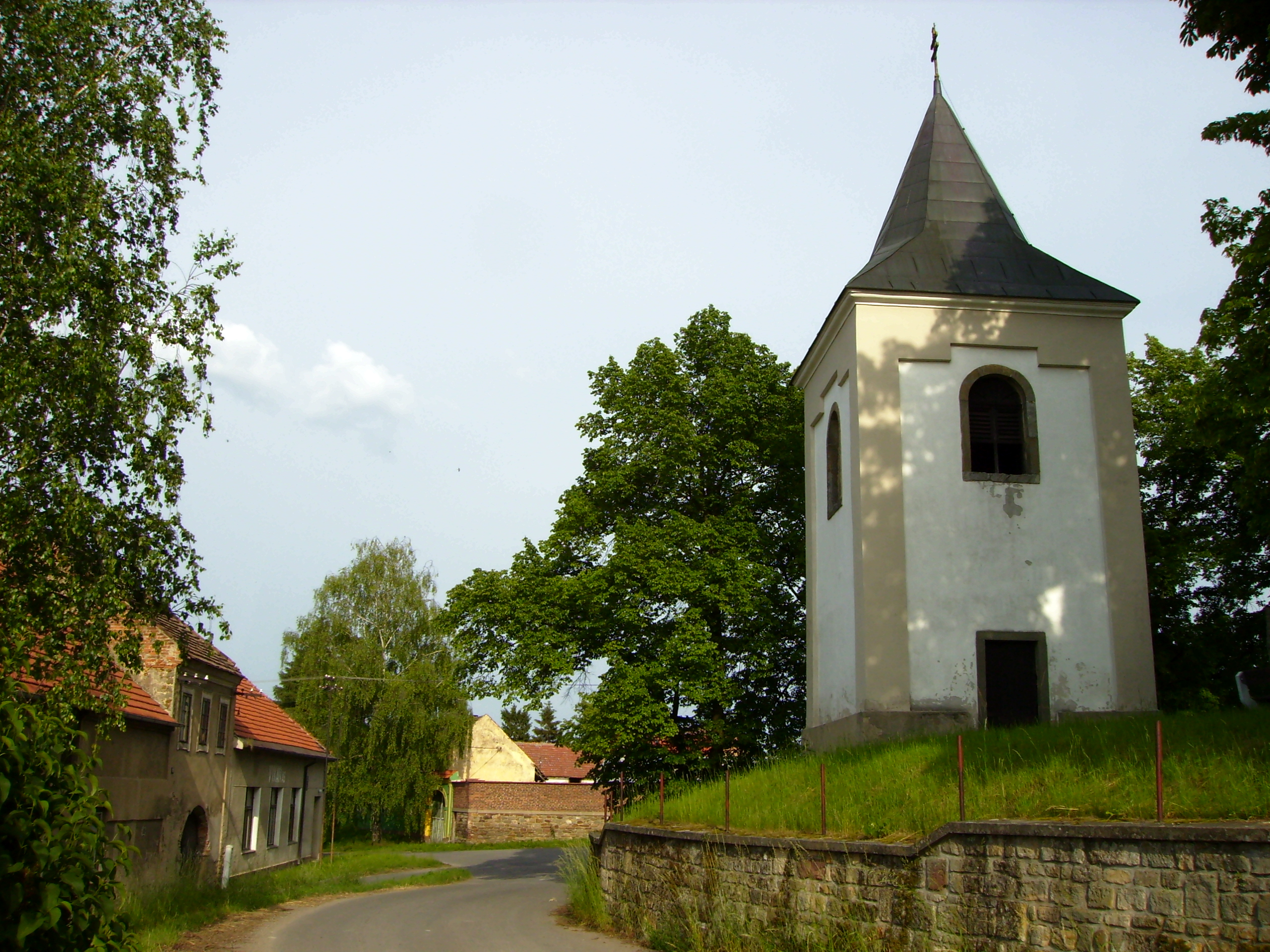
Glockenturm

- Kirche St. Gallus, der frühgotische Bau aus dem 13. Jahrhundert wurde im 18. Jahrhundert umgebaut.
- barocker Glockenturm, neben der Kirche
- Statue des hl. Adalbert, am nördlichen Ortsausgang, geschaffen 1765
- sandsteinerne Betsäule am Dorfplatz, sie trug ursprünglich ein Kruzifix
- historische Bauerngüter
- Denkmal für die Gefallenen des Ersten Weltkrieges